# Imprimatura

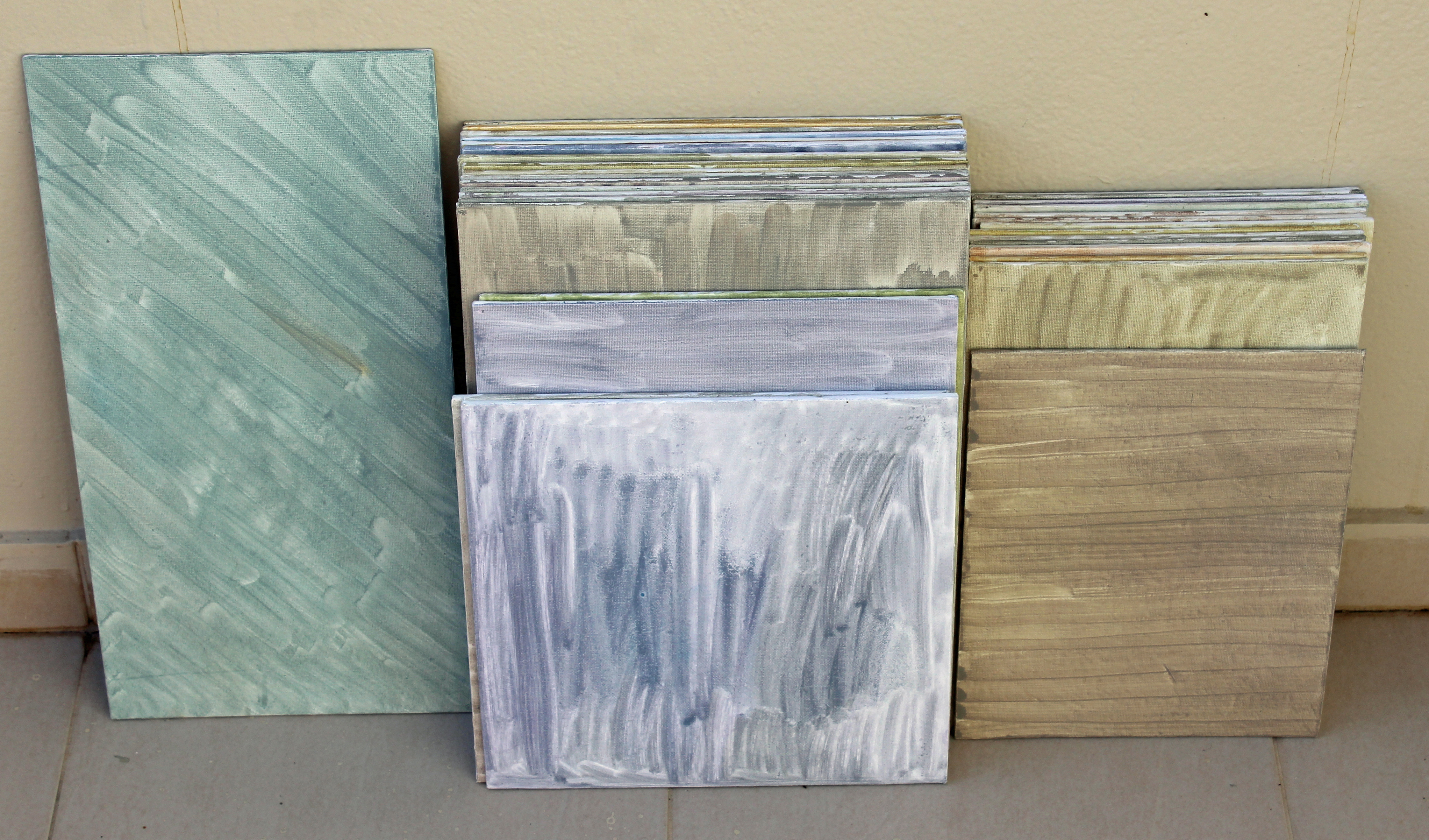
Imprimatura aplicată pentru studii în aer liber

În pictură, imprimatura este stratul inițial de culoare aplicat pe o pânză grundită. Aceasta constituie o bază transparentă, dar vag nuanțată, ce permite luminii să fie reflectată prin straturile de vopsea aplicate consecvent. Termenul provine din italiană și înseamnă „stratul întâi de vopsea”. Folosirea acesteia drept strat de bază în pictură era răspândită printre breslele și atelierele Evului Mediu, însă totuși folosirea ei a devenit standardizată abia începând cu perioada Renașterii. 
Imprimatura este utilă atât pentru ansamblul tonal-optic al picturii, cât și pentru artist, în special în fazele timpurii ale creației — valorația este cu mult facilitată, prin faptul că nuanța de fundal reliefează contrastul. Utilitatea supremă și-o găsește în  abordarea clasică a picturii indirecte, unde schița picturii și substratul acesteia sunt stabilite de dinainte și lăsate să se usuce complet înainte de continuarea procesului. Straturile succesive de culoare sunt apoi aplicate în luciu transparent sau straturi semi-transparente. 
Imprimatura nu trebuie să fie complet acoperită, astfel încât ea să fie vizibilă în anumite puncte ale picturii finalizate — în special, în zonele cu tonuri de mijloc spre închise ale operei.
Imprimatura este de obicei realizată cu pigmenți pământii precum crud de siena, și e adesea diluată cu terebentină. 
A nu se confunda termenul imprimatura cu imprimatur, cel din urmă fiind folosit în editare.